# ジュリオ・ポレリオ
ジュリオ・チェーザレ・ポレリオ（Giulio Cesare Polerio, 1548年ランチャーノ-1612年ローマ）はイタリアのチェスの選手。
ランチャーノがアブルッツォ地方にあるためラブルッツェーゼ（l'Abruzzese）と呼ばれたポレリオは1575年、友人のジョヴァンニ・レオナルドに同行してマドリッドに赴いた。彼らはチームとしてプレーし、手強いルイ・ロペスやスペインのほかのチェスマスターであるアルフォンソ・セロンとチェスの腕を競った。このイタリア人たちにはパオロ・ボーイ、通称イル・シラクザーノ（Il Siracusano）が加わった。
1575年の試合の後、ポレリオはマドリッドに残ることに決めた。1580年と1600年の間に書かれたいくつかの手稿本が彼に帰せられている。当時のスペインとイタリアのチェスを鑑賞することができるのは、主に彼の作品による。
ローマへの帰還の後、ポレリオはソーラ公ジャコモ・ボンコンパーニのチェスの師になった。1606年、彼はローマでジェロニモ・カッショとの試合に敗れた。